# Campo magnético interplanetário
O campo magnético interplanetário é o campo magnético do Sol carregado pelo vento solar ao longo do sistema solar.